# Terminologieleitfaden
Ein Terminologieleitfaden (auch Terminologie-Leitfaden, Leitfaden Terminologie, Stilrichtlinie Terminologie, Regelwerk Terminologie) enthält Regeln zur Bildung und Schreibweise von Terminologien.
Beispiele für derartige sprachliche Regeln sind: Wie werden Komposita gebildet? Wann schreibt man Benennungen mit oder ohne Bindestrich? Wie geht man mit Fugen um?

## Zweck eines Terminologieleitfadens
Das  primäre Ziel eines Terminologieleitfadens ist die Etablierung einer kontrollierten Sprache in Unternehmen.
Er ermöglicht es Unternehmen, eine präzise und konsistente Terminologie über alle Dokumente, Abteilungen, Standorte und Sprachen hinweg einzusetzen. Hierdurch wird die unternehmensweite Textqualität verbessert, und die Redaktions- und Übersetzungskosten werden reduziert. Ebenso werden die Stammdaten und das Wissensmanagement verbessert, und auch die digitale Weiterverarbeitung von Text wird unterstützt.
Für Terminologen ist ein Leitfaden die Grundlage um eine konsistente Terminologie aufzubauen.

## Inhalt eines Terminologieleitfadens
- Regeln zur richtigen Erfassung einer Benennung in Terminologiedatenbanken
- Regeln zur allgemeinen Benennungsbildung (z. B. Vermeidung unerwünschter Nebenbedeutungen, Ökonomie der Benennung usw.)
- Regeln zur Schreibung von Komposita mit oder ohne Bindestrich
- Schreibweise von Firmen- und Produktnamen

## Einsatzbeispiele
Ein Terminologieleitfaden kann Bestandteil eines Redaktionsleitfadens sein oder kann als Leitfaden für die Erfassung und Pflege von Stammdaten dienen.
Des Weiteren existieren Sprachprüfprogramme, welche die Einhaltung der (im Leitfaden festgehaltenen) Regeln automatisch prüfen. Hierdurch wird der Autor beim Schreiben kontrollierter Sprache unterstützt, indem das Programm z. B. Dokumente auf die Einhaltung der Schreibweise der firmenintern festgelegten Fachbegriffe überprüft.

## Normen
Folgende Normen und Richtlinien sind für die Erstellung eines Terminologieleitfadens relevant:
- Vorgaben des Rats für deutsche Rechtschreibung
- DIN 2330 „Begriffe und Benennungen · Allgemeine Grundsätze“
- DIN 2336 „Darstellung von Einträgen in Fachwörterbüchern und Terminologie-Datenbanken“
- DIN 2340 „Kurzformen für Benennungen und Namen“
- DIN 5008 „Schreib- und Gestaltungsregeln für die Textverarbeitung“